# Seznam južnoafriških astronavtov
Seznam južnoafriških astronavtov.

## B
- Herbert Baker
- Shirley Blumberg